# Klara Hammarström
Pour les articles homonymes, voir Hammarström.
 (juin 2025).
La mise en forme du texte ne suit pas les recommandations de Wikipédia : il faut le « wikifier ».
Les points d'amélioration suivants sont les cas les plus fréquents. Le détail des points à revoir est peut-être précisé sur la page de discussion.
- Les titres sont pré-formatés par le logiciel. Ils ne sont ni en capitales, ni en gras.
- Le texte ne doit pas être écrit en capitales (les noms de famille non plus), ni en gras, ni en italique, ni en « petit »…
- Le gras n'est utilisé que pour surligner le titre de l'article dans l'introduction, une seule fois.
- L'italique est rarement utilisé : mots en langue étrangère, titres d'œuvres, noms de bateaux, etc.
- Les citations ne sont pas en italique mais en corps de texte normal. Elles sont entourées par des guillemets français : « et ».
- Les listes à puces sont à éviter, des paragraphes rédigés étant largement préférés. Les tableaux sont à réserver à la présentation de données structurées (résultats, etc.).
- Les appels de note de bas de page (petits chiffres en exposant, introduits par l'outil «  Source ») sont à placer entre la fin de phrase et le point final[comme ça].
- Les liens internes (vers d'autres articles de Wikipédia) sont à choisir avec parcimonie. Créez des liens vers des articles approfondissant le sujet. Les termes génériques sans rapport avec le sujet sont à éviter, ainsi que les répétitions de liens vers un même terme.
- Les liens externes sont à placer uniquement dans une section « Liens externes », à la fin de l'article. Ces liens sont à choisir avec parcimonie suivant les règles définies. Si un lien sert de source à l'article, son insertion dans le texte est à faire par les notes de bas de page.
- La présentation des références doit suivre les conventions bibliographiques. Il est recommandé d'utiliser les modèles {{Ouvrage}}, {{Chapitre}}, {{Article}}, {{Lien web}} et/ou {{Bibliographie}}. Le mode d'édition visuel peut mettre en forme automatiquement les références.
- Insérer une infobox (cadre d'informations à droite) n'est pas obligatoire pour parachever la mise en page.

Pour une aide détaillée, merci de consulter Aide:Wikification.
Si vous pensez que ces points ont été résolus, vous pouvez retirer ce bandeau et améliorer la mise en forme d'un autre article.
Klara Lovisa Hammarström, née le 20 avril 2000 à Stockholm, Suède, est une chanteuse suédoise et ancienne cavalière de compétition. Elle a participé quatre fois au Melodifestivalen.  

## Biographie
Klara Hammarström a grandi à Delsbo, dans le Hälsingland. Elle est la sœur jumelle de Selma Hammarström et a onze autres frères et sœurs. La famille s'est principalement consacrée aux chevaux et aux sports équestres, et son frère cadet Ingmar monte pour l'équipe nationale suédoise. Klara Hammarström s'est distinguée des autres membres de la famille en choisissant de poursuivre une carrière dans la musique. À la fin des années 2010, la famille a déménagé à Ljunghusen en Scanie. À l'automne 2020, Hammarström a quitté son domicile pour Södermalm à Stockholm.
Le 28 juin 2019, elle sort la chanson «Break Up Song», suivie de «You Should Know Me Better» le 13 septembre de la même année. En mai 2020, elle collabore avec Mohombi sur la chanson «The One».
Hammarström a participé au Melodifestivalen 2020 avec la chanson «Nobody» au deuxième tour à Göteborg le 8 février 2020. Au Melodifestivalen 2021, elle a joué avec la chanson «Beat of Broken Hearts», qui a atteint la finale via le troisième tour le 20 février 2021 et la andra chansen.
Elle a également participé à la quatrième étape du Melodifestivalen 2022 avec la chanson «Run to the Hills», où elle s'est qualifiée directement pour la finale. En finale, elle a terminé à la sixième place. Elle a concouru pour la quatrième fois au Melodifestivalen 2025 avec la chanson «On and On and On», écrite avec Jimmy Jansson, Peter Boström, Dino Medanhodzic, Thomas G:son et Moa Carlebecker. La chanson est arrivée en finale dès la deuxième étape et a terminé à la quatrième place.

## Discographie
Singles
- Break Up Song (2019)
- You Should Know Me Better (2019)
- Riding Home for Christmas (2019)
- Nobody (2020)
- The One (2020), avec Mohombi
- Oh My Oh My (2020)
- DNA (2020)
- Beat of Broken Hearts (2021)
- Guld, svett & tårar (2022), avec Liamoo
- Run to the Hills (2022)
- Bang My Head (2022)
- Everytime We Touch (2023)
- One of Us (2024)
- Mad (2024)
- Do It for Love (2024)
- Til It Feels Alright (2024)
- Can't Get Enough (Doctor Feelgood) (2024), avec Tribbs
- On and On and On (2025)